# Бондаренко Євген Павлович
Євген Павлович Бондаренко (нар. 1922, місто Охтирка?, тепер Сумської області — ?) — український радянський партійний діяч, 1-й секретар Харківського райкому КПУ. Депутат Верховної Ради УРСР 9—10-го скликань.

## Біографія
З 1941 року служив у Радянській армії: командир відділення ручного кулемету 23-ї гвардійської стрілецької дивізії. Учасник Другої світової війни.
Член ВКП(б) з 1947 року.
У 1950 році закінчив Харківський інститут механізації сільського господарства.
У 1950—1953 роках — інженер Харківського обласного управління сільського господарства.
У 1953—1961 роках — директор Коробчанської машинно-тракторної станції (МТС) Харківської області, директор Харківської ремонтно-технічної станції.
У 1961 — грудні 1962 року — голова виконавчого комітету Харківської районної ради депутатів трудящих.
У 1963—1964 роках — керуючий Дергачівського районного об'єднання «Сільгосптехніка» Харківської області.
У 1964—1966 роках — голова виконавчого комітету Харківської районної ради депутатів трудящих Харківської області.
У 1966—1968 роках — 1-й секретар Дергачівського районного комітету КПУ Харківської області.
У 1968 — 22 червня 1987 року — 1-й секретар Харківського районного комітету КПУ Харківської області.
З червня 1987 року — на пенсії.

## Звання
- старший сержант

## Нагороди
- орден Вітчизняної війни І-го ст. (1985)
- орден Червоної Зірки (14.02.1944)
- ордени
- медалі